# 红胸锯齿啄花鸟
红胸锯齿啄花鸟（学名：Prionochilus percussus），是啄花鸟科锯齿啄花鸟属的一种，分布于缅甸、马来西亚、泰国和印度尼西亚。全球活动范围约为1,530,000平方千米。该物种的保护状况被评为无危。
红胸锯齿啄花鸟的栖息地包括种植园、亚热带或热带的湿润低地林和亚热带或热带的红树林。